# Alojzij Finžgar
Alojzij Finžgar, slovenski pravnik in profesor, * 30. december 1902, Škofja Loka, † 28. marec 1994, Ljubljana.

## Življenje in delo
Diplomiral in doktoriral je na Pravni fakulteti v Ljubljani. Promoviral je leta 1928. Najprej je bil pripravnik na okrajnem sodišču v Celju, potem sodnik na istem sodišču do leta 1941.
Na začetku druge svetovne vojne so ga izselili na Hrvaško, konec vojne je bil dodeljen sodišču v Banja Luki. Po letu 1945 je delal na ministrstvu za pravosodje LR Slovenije.
Za izrednega profesorja je bil imenovan leta 1948, za rednega pa 1955. Na Pravni fakulteti v Ljubjani je predaval civilno in rodbinsko pravo. V letih 1955−77 je bil član pravnega sveta ZIS. V letih 1967−79 je bil član pravnega sveta IS skupščine SRS. Leta 1975 je bil izvoljen za dopisnega, leta 1978 pa za rednega člana SAZU. Leta 1988 je postal dopisni član JAZU. Leta 1979 je bil imenovan za zaslužnega profesorja univerze v Ljubljani.
Ukvarjal se je s področjem lastninskih vrednot in odnosov, z družbenolastninskimi razmerji, z družbeno lastnino, njeno pravno ureditvijo v raznih fazah razvoja v Jugoslaviji. Utemeljil je model pravnega sistema na podlagi socialističnih družbenoekonomskih odnosov. Sistemsko je oblikoval osebnostno pravo in osebnostne pravice. Leta 1972 je prejel Kidričevo nagrado.

## Dela
Spisal je veliko učbenikov in priročnikov iz civilnega in rodbinskega prava. Svoje prispevke je objavljal v raznih pravnih revijah v Jugoslaviji.